# NGC 3857
NGC 3857 est une galaxie lenticulaire située dans la constellation du Lion. Sa vitesse par rapport au fond diffus cosmologique est de 6 602 ± 23 km/s, ce qui correspond à une distance de Hubble de 97,4 ± 6,8 Mpc (∼318 millions d'al). NGC 3857 a été découverte par l'astronome français Édouard Stephan en 1884.